# Isao Kimura

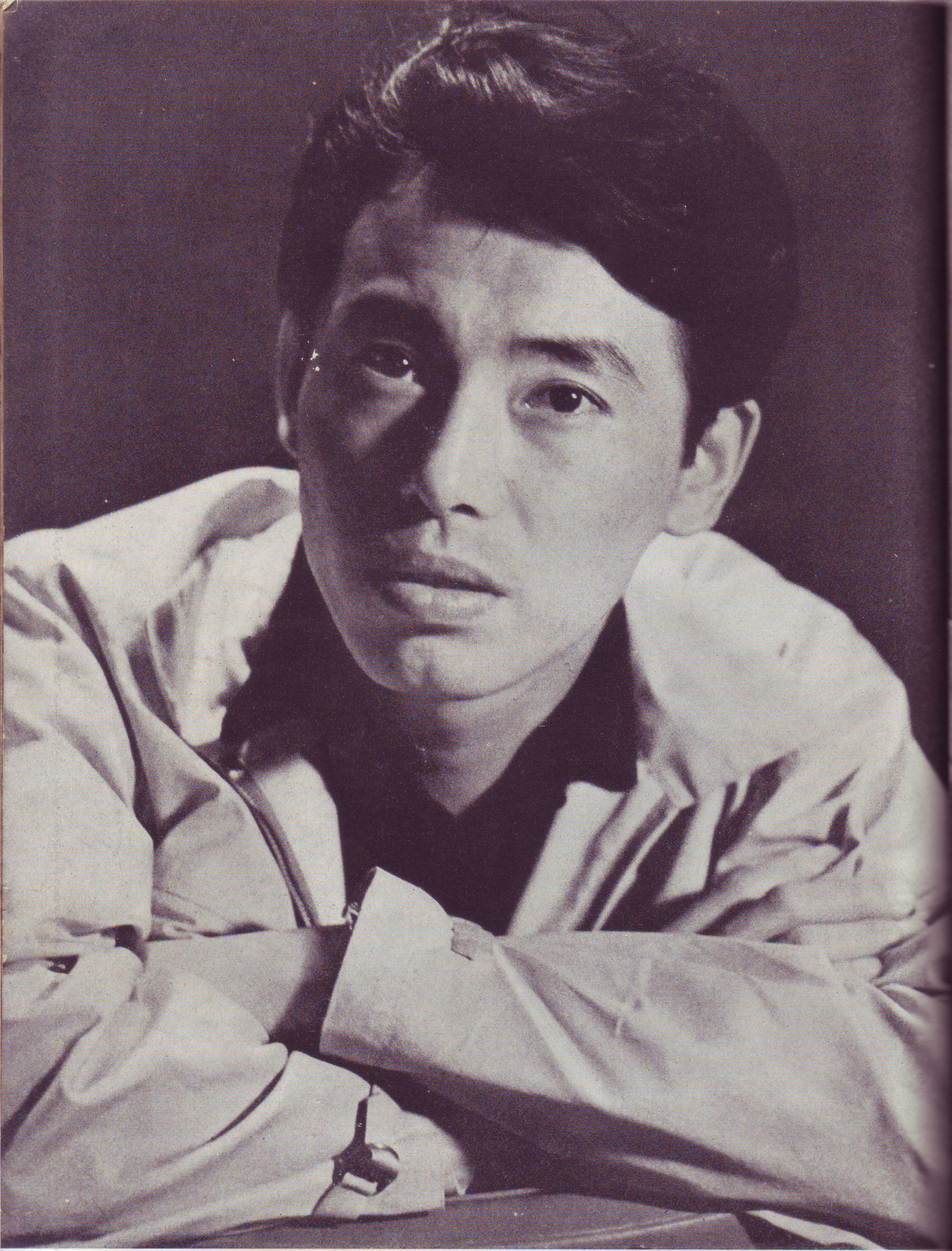
Isao Kimura, 1954.

Isao Kimura (木村 功), även känd som Ko Kimura, född 22 juni 1923 i  Hiroshima, Japan, död 4 juli 1981 i Tokyo, Japan, var en japansk skådespelare. Han medverkade i filmer som Akira Kurosawas Revolvern och De sju samurajerna. Kimura dog i matstrupscancer.

## Filmografi (urval)
- 1949 – Revolvern
- 1954 – De sju samurajerna
- 1968 – Affair In The Snow
- 1968 – Black Lizard
- 1969 – Secret Information
- 1974 – Baby Cart 6: Go To Hell, Daigoro!